# محمدتقی حاجی‌آقائی
محمد تقی حاجی آقائی (فارسی: محمد تقی حاجی آقائی؛ زادهٔ ۱۳۵۸) برنده مدال نقره المپیاد جهانی ۱۳۷۶ و  محقق علوم رایانه است که برای کارهایش در زمینهٔ الگوریتم، نظریه بازی‌ها، شبکه اجتماعی، نظریه گراف و کلان داده شناخته شده است. او در سال ۱۹۷۹ میلادی در قزوین به دنیا آمد. پدر و مادر او معلم دبستان و دبیرستان بودند. او بیش از ۲۰۰ مقاله با مشارکت بیش از ۱۸۵ همکار و ۱۰ اختراع ثبت‌شده دارد.

## زندگی، تحصیل و کار

#### دبیرستان و دانشگاه
محمد تقی حاجی آقائی سال ۱۳۵۸ در قزوین به دنیا آمد. حاجی آقائی زمانی که ده سال سن داشت، با برنامه نویسی آشنا شد. او دوره دبیرستان خود را در دبیرستان تیزهوشان شهید بابایی قزوین گذراند و از آن جایی که روحیه رقابتی شدیدی در او تجلی می کرد، با المپیاد های دانش آموزی آشنا شد که علاقه بسیار او به کامپیوتر، او را به سمت المپیاد کامپیوتر راهنمایی کرد. از طرفی آن زمان در قزوین امکانات و راهنمایی های کافی مورد نیاز برای شرکت در المپیاد به میزان کافی وجود نداشت، ولی حاجی آقائی از تلاش خود دست نکشید و در سال ۱۳۶۸ حین تحصیل در دبیرستان به دانشگاه آزاد اسلامی قزوین مراجعه کرد زیرا آن زمان در این دانشگاه سایت های کامپیوتری وجود داشتند که باعث می شد او بتواند تمرینات مورد نیاز المپیاد کامپیوتر را در آنجا انجام دهد. حدود چهار سال طول کشید که با تلاش های خود بتواند مدال طلای المپیاد کامپیوتر کشوری را کسب کند، او در تابستان سال ۱۳۷۵ در اردوی المپیاد تابستانه شهید باهنر در شمال تهران توانست مدال طلای المپیاد کامپیوتر کشوری را کسب کند و به المپیاد کامپیوتر جهانی راه پیدا کند. در مهر ماه سال ۱۳۷۶، حاجی آقایی به واسطه مدال طلای کشوری خود توانست وارد رشته مهندسی کامپیوتر دانشگاه شریف شود و در بدو ورود خود، آذر ماه همان سال جهت شرکت در نهمین المپیاد جهانی کامپیوتر در تاریخ ۹ آذر ماه سال ۱۳۷۶ راهی آفریقای جنوبی شد و توانست مدال نقره جهانی المپیاد کامپیوتر را با امتیاز ۵۱.۸۳ درصدی کسب کند.
حاجی آقایی در دانشگاه شریف رتبه نخست با معدل ۱۹.۲۰ را داشت و توانست دوران دانشگاهی خود را در سه سال به اتمام برساند. او همچنین در دوران دانشجویی خود در مسابقات روبوکاپ نیز شرکت کرده است.
او در سال ۱۳۷۹ پذیرش رشته علوم کامپیوتر دانشگاه واترلو در کشور کانادا را کسب کرد و دوران ارشد خود را در آن جا گذراند و پس از دریافت مدرک ارشد، در شهریور ماه سال ۱۳۸۰ پذیرش رشته علوم کامپیوتر دانشگاه ام آی تی در کشور امریکا را نیز کسب کرد و در هفته های پایانی شهریور ماه هم زمان با حملات ۱۱ سپتامبر به امریکا رسید که مشکلاتی را برای او پدید آورد. او دوران دکترا خود را در اردیبهشت ماه سال ۱۳۸۴ به پایان رساند.

#### کار و پژوهش
او در دوران دکترای خود، سال ۱۳۸۱ در بخش علوم ریاضی مرکز تحقیقات تی جی واتسون آی بی ام به کار مشغول شد و همچنین سال ۱۳۸۳ به عنوان کارآموز در گروه نظری مایکروسافت ریسرچ فعالیت داشت. همچنین او در سال ۱۳۸۶ پژوهشگر ارشد در گروه الگوریتم ها و علوم کامپیوتر نظری در آزمایشگاه های تحقیقاتی ای تی اندتی بود.
حاجی آقایی پس از وقفه ای بعد از سال ۱۳۸۹ و ورود به دانشگاه مریلند، کالج پارک به عنوان استاد دانشگاه، در سال ۱۳۹۵، پژوهشگر میهمان در آزمایشگاه های مایکروسافت ریسرچ در نیو انگلند و نیویورک بود و سپس در سال ۱۳۹۶، پژوهشگر میهمان در مرکز تحقیقاتی گوگل ای‌آی در نیویورک بود. او همچنین از سال ۱۳۹۸ تا کنون، به عنوان دانشمند آمازون با بخش تبلیغات اسپانسر شده و نمایشی شرکت آمازون همکاری دارد.
هم اکنون حوزه پژوهشی او الگوریتم ها و نظریه، پایگاه های داده و کلان داده، یادگیری ماشین، علوم داده و نظریه بازی ها می باشد.

#### تحصیلات عالی و پژوهشی
حاجی آقایی، یک سال به عنوان پژوهشگر پسادکتری در دانشکده علوم کامپیوتر دانشگاه کارنگی ملون در پروژه علائدین (ALADDIN) و یک سال نیز به عنوان پژوهشگر پسادکتری در آزمایشگاه علوم کامپیوتر و هوش مصنوعی MIT (CSAIL) فعالیت داشت.
در سال ۱۳۸۹ به هیئت علمی دانشگاه مریلند، کالج پارک ملحق شد و تا به امروز ۱۷ کلاس درس را در این دانشگاه و ۲ کلاس درس در دانشگاه روتگرز برگزار کرده است. همچنین او در ۴۳ کنفرانس و کمیته های علمی حضور داشته است. حاجی آقایی هم اکنون ۱۲ دانشجوی دکتری و ۲۷ فارغ التحصیل دکتری و پسادکتری دارد.

## جوایز و افتخارات
- AAAS Fellow (2023)
- Washington Academy of Science Distinguished Career Awardee (2023)
- University of Waterloo Alumni Achievement Medal (2022)
- Blavatnik National Awards for Young Scientists (2020)
- EATCS Fellow (2020)
- IEEE Fellow (2020)
- Guggenheim Fellowship (2019)
- ACM Fellow (2018)
- EATCS Nerode Prize (2015)
- Jack and Rita G. Minker Professor of Computer Science Department at the University of Maryland, College Park (2010)[۴]

## لینک به بیرون
کانال یوتوب 
اکانت لینکدین 
پروفایل اسکالر 
پروفایل دانشگاه مریلند، کالج پارک 

## کتاب‌ها
- کتاب المپیاد کامپیوتر، سال چاپ : ۱۳۷۹، نشر دانش‌پژوه
- کتاب Computational Intractability: A Guide to Algorithmic Lower Bounds،  سال چاپ : ۱۴۰۳، MIT Press